# Aegaeon rathbuni
Aegaeon rathbuni är en kräftdjursart som beskrevs av De Man 1918. Aegaeon rathbuni ingår i släktet Aegaeon och familjen Crangonidae. Inga underarter finns listade i Catalogue of Life.